# The Good Lord Bird - La storia di John Brown
The Good Lord Bird - La storia di John Brown (The Good Lord Bird) è una miniserie televisiva statunitense creata da Ethan Hawke e Mark Richard. È basata sull'omonimo romanzo di James McBride. È stata trasmessa dal 4 ottobre al 15 novembre 2020 su Showtime negli Stati Uniti.

## Trama
La serie è narrata dal punto di vista di Henry Shackleford soprannominato "Cipollina", un immaginario ragazzino schiavizzato, facente parte dell'eterogenea squadra di soldati abolizionisti di John Brown, durante gli eventi del Bleeding Kansas. Infine la partecipazione al famoso raid del 1859 al deposito militare a Harper's Ferry. L'incursione di Brown fallisce nell'inizio della rivolta degli schiavi che aveva pianificato, ma fu l'evento che fomentò e diede il via alla guerra di secessione americana.

## Puntate
| nº | Titolo originale | Titolo italiano         | Prima TV USA     | Prima TV Italia  |
| -- | ---------------- | ----------------------- | ---------------- | ---------------- |
| 1  | Meet the Lord    | Trovare il Signore      | 4 ottobre 2020   | 7 ottobre 2020   |
| 2  | A Wicked Plot    | Vai in pace             | 11 ottobre 2020  | 14 ottobre 2020  |
| 3  | Mister Fred      | Il re dei neri          | 18 ottobre 2020  | 21 ottobre 2020  |
| 4  | Smells Like Bear | Il sussurro del Signore | 25 ottobre 2020  | 28 ottobre 2020  |
| 5  | Hiving the Bees  | Ti amo, Annie Brown     | 1º novembre 2020 | 4 novembre 2020  |
| 6  | Jesus Is Walkin' | All'ultimo sangue       | 8 novembre 2020  | 11 novembre 2020 |
| 7  | Last Words       | Le ultime parole        | 15 novembre 2020 | 18 novembre 2020 |

## Produzione

### Sviluppo
La miniserie è stata creata da Ethan Hawke e Mark Richard. Jason Blum, via Blumhouse Television, è impegnato come socio di produzione. Albert Hughes, Kevin Hooks, Darnell Martin e Haifaa al-Mansour hanno diretto ognuno una puntata.

### Riprese
La miniserie è stata girata nel luglio 2019 a Richmond in Virginia.

## Distribuzione
The Good Lord Bird ha debuttato il 4 ottobre 2020 su Showtime negli Stati Uniti.
In Italia, la miniserie è andata in onda su Sky Atlantic dal 7 ottobre al 18 novembre 2020.